# Baia della Bajdarata
La baia della Bajdarata o baia Bajdarackaja (in russo Байдарацкая губа? Bajdarackaja guba) è una grande insenatura nella parte meridionale del mare di Kara, in Russia. Si trova nel territorio del Circondario autonomo Jamalo-Nenec, nel Circondario federale degli Urali. Il golfo prende il nome dal fiume Bajdarata, che vi sfocia all'estremità meridionale.

## Geografia
La baia è compresa fra le penisola di Jugor (Югорский полуостров), ad ovest, e quella di Jamal a est; si allunga in direzione prevalentemente nord-sud per circa 180 km ed è larga all'imboccatura 78 km. La profondità massima dell'acqua è di 20 m. Da ottobre a giugno è quasi completamente ricoperta di ghiaccio. Le coste sono prevalentemente basse, ricoperte dalla tipica vegetazione della tundra. Oltre alla Bajdarata, nella baia sfociano circa 70 fiumi, tra i quali la Kara e lo Juribej. Nella baia ci sono 5 isole: Litke, Ngonjarco, Polumesjac, Levdiev e Torasavėj.
Gran parte della costa della baia è disabitata. Gli unici insediamenti sono: Ust'-Kara, Ust'-Juribej, Jary e Morrasale. Un gasdotto della Gazprom attraversa la baia sul fondale marino verso i ricchi giacimenti della penisola Jamal.